# بينجامين كام
بينجامين كام (بالإسبانية: Benjamín Cam)‏ هو لاعب كرة قدم تشيلي، ولد في 15 فبراير 2000 في بروفيدنسيا في تشيلي. لعب مع يونيون إسبانيولا.